# Villa Cordopatri
Villa Cordopatri è una frazione del comune di Gioia Tauro, città metropolitana di Reggio Calabria.

## Etimologia
Il nome "Villa Cordopatri" trae origine dalla nobile famiglia Cordopatri, che possedeva i terreni circostanti l'area tra Gioia Tauro e Rizziconi. La villa, ancora esistente, rappresenta il punto centrale da cui la frazione ha preso il nome. La parola "Cordopatri" è legata al casato della famiglia.

## Geografia fisica

### Territorio
La frazione è situata in un'area prevalentemente pianeggiante, con un'altitudine di circa 73 metri sul livello del mare. Il territorio è caratterizzato da terreni agricoli e spazi rurali.

## Storia
L'area risulta abitata dal XIII secolo, epoca in cui venne edificata l'omonima villa, tuttora esistente. La villa fu costruita dal nobile napoletano Sigismondo Capece, rifugiatosi in Calabria con il nome di "Rizzo Cor Do Patri" per sfuggire alle persecuzioni degli Angioini. Nel corso del tempo, la villa che testimonia l'impatto storico ha subito numerosi interventi architettonici, tra cui restauri rilevanti a seguito dei terremoti del 1783 e del 1908, che hanno preservato l'impianto ottocentesco dell'edificio.
Negli anni '20 del XX secolo, venne realizzata la ferrovia Gioia Tauro-Cinquefrondi, che include la fermata alla stazione di Villa Cordopatri. La linea, lunga circa 31,7 km, collega diverse località della Piana di Gioia Tauro. La stazione di Villa Cordopatri rimase operativa fino al 2011, quando la linea fu sospesa a causa del calo del traffico e delle difficoltà infrastrutturali.
Nel bombardamento aereo del 20 febbraio 1943, durante la Seconda Guerra Mondiale, gli aerei anglo-americani sganciarono bombe anche sopra Villa Cordopatri. Secondo i rapporti, furono sganciate bombe di grande calibro che causarono danni significativi, in particolare alle case in pietra. L'incursione aerea colpì non solo le strutture civili, ma anche i mezzi di comunicazione e le vie principali, provocando numerosi danni e vittime tra la popolazione.
In seguito al bombardamento che colpì Gioia Tauro, gli uffici comunali e parrocchiali di quest'ultimo furono trasferiti momentaneamente a Villa Cordopatri, in una posizione più distante dalle aree colpite. Questo permetteva di continuare le attività essenziali durante il periodo di emergenza.